# Кримські терористи

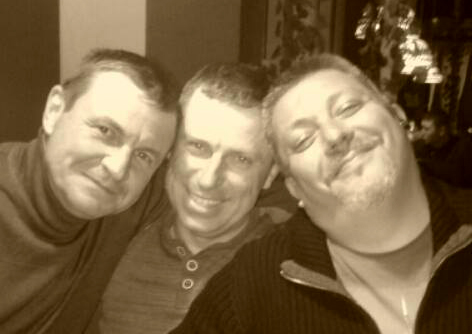
«Кримські терористи» Володимир Дудка, Олексій Бессарабов і Дмитро Штибликов. Фото 2013 року

«Кримські терористи» або «кримські диверсанти» — саркастичний вислів, узагальнювальне поняття, яке застосовується до громадян України, що були незаконно позбавлені волі російськими спецслужбами в порушення фундаментальних прав і свобод за політичними мотивами. Згідно з міжнародно-правовими нормами, це дає підстави вважати їх політичними в'язнями. Через абсурдність звинувачень і відверту фальсифікацію доказів ФСБ, поняття «кримські терористи» і «кримські диверсанти» швидко стали інтернет-мемом.

## Кримські диверсанти

### Затримані у травні 2014
- Олег Сенцов — 40 років, громадянин України, мешканець Сімферополя, кінорежисер, сценарист та письменник. Генеральний директор кінокомпанії «Край Кінема». Лауреат Шевченківської премії. Звинувачений у підготовці терактів. Засуджений до 20 років позбавлення волі з відбуванням покарання у колонії суворого режиму.
- Геннадій Афанасьєв — 26 років, громадянин України, мешканець Сімферополя, юрист за освітою. До 2014 року працював фотографом. Звинувачений у підготовці терактів. Засуджений до 7 років позбавлення волі з відбуванням покарання у колонії суворого режиму. 14 червня 2016 року Афанасьєва обміняли на двох фігурантів справи про сепаратизм.
- Олександр Кольченко — 27 років, громадянин України, мешканець Сімферополя, студент Таврійського національного університету. Звинувачений у підготовці терактів. Засуджений до 10 років позбавлення волі з відбуванням покарання у колонії суворого режиму.
- Олексій Чирній — 43 роки, громадянин України, мешканець Сімферополя, викладач військової історії Сімферопольського інституту культури. Звинувачений у підготовці терактів. Засуджений до 7 років позбавлення волі з відбуванням покарання у колонії суворого режиму.

### Затримані в серпні 2016
- Євген Панов — 39 років, громадянин України, мешканець Енергодару, водій Запорізької АЕС. Звинувачується у підготовці диверсій. Знаходиться під арештом.
- Андрій Захтій — 41 рік, громадянин України, уродженець Львівської області, останній час проживав у Євпаторії, займався приватними перевезеннями. Звинувачується у підготовці диверсій. Знаходиться під арештом.
- Редван Сулейманов — 27 років, мешканець Криму, що після окупації півострова подався на заробітки в Запоріжжя. Спочатку звинувачувався у підготовці диверсій, пізніше стало відомо про звинувачення у «свідомо неправдивому повідомленні про теракт, що тягне за собою великий збуток». Знаходиться під арештом.
- Володимир Присич — 33 роки, мешканець Харкова, водій-далекобійник. Звинувачується у підготовці диверсій. Засуджений до 3 років ув'язнення[3]. 15 серпня 2019 звільнений із колонії[4].

### Затримані у листопаді 2016
- Дмитро Штибликов — 49 років, громадянин України, мешканець Севастополя, журналіст, аналітик, колишній військовослужбовець Збройних Сил України. До 2014 року працював експертом-аналітиком Центру «Номос». Звинувачений у підготовці диверсій. Засуджений до 5 років позбавлення волі з відбуванням покарання у колонії суворого режиму.
- Олексій Бессарабов — 42 роки, громадянин України, мешканець Севастополя, журналіст. колишній військовослужбовець Військово-Морських Сил України. До 2014 року працював кореспондентом видання Главред, співробітничав з Центром «Номос».Звинувачений у підготовці диверсій. Засуджений до 14 років позбавлення волі з відбуванням покарання у колонії суворого режиму.
- Володимир Дудка — 55 років, громадянин України, мешканець Севастополя, колишній військовослужбовець Військово-Морських Сил України. До 2014 року працював у аварійно-рятувальному загоні спеціального призначення територіального управління МНС у місті Севастополі. Звинувачений у підготовці диверсій. Засуджений до 14 років позбавлення волі з відбуванням покарання у колонії суворого режиму.
- Гліб Шаблій — 43 роки, громадянин України, мешканець Севастополя, колишній військовослужбовець Військово-Морських Сил України. До 2014 року працював у Севастопольській філії ДП «Держгідрографія» ім. Л. І. Мітіна. Звинувачувався у підготовці диверсій. Засуджений до 5 років позбавлення волі за «незаконне придбання і зберігання вибухових речовин і вибухового пристрою».
- Олексій Стогній — 43 роки, громадянин України, мешканець Севастополя, колишній військовослужбовець Військово-Морських Сил України. Підприємець. Звинувачувався у підготовці диверсій. Засуджений до 3,5 років позбавлення волі за «незаконний оборот та виготовлення зброї».

## Оцінки дій російської влади щодо «кримських диверсантів»
|                                          | Ми чудово розуміємо, яка система правосуддя в РФ, і робимо все з прицілом на Європейський суд з прав людини. Ми думаємо, що якщо Росія не виконає відповідне рішення, то, принаймні, буде визнане порушення Європейської конвенції прав людини... Повертаючись до питання про медійну підтримку, можу сказати, що у російської влади одна велика турбота – щоб Афанасьєв, Сенцов і Кольченко кудись поїхали, згинули, і про них всі забули. Це всім буде зручно. Наша мета протилежна: щоб про них не забули і щоб вони не згинули в цій глушині. |
| — Олександр Попков, адвокат, Крим.Реалії | |